# 波鞋街

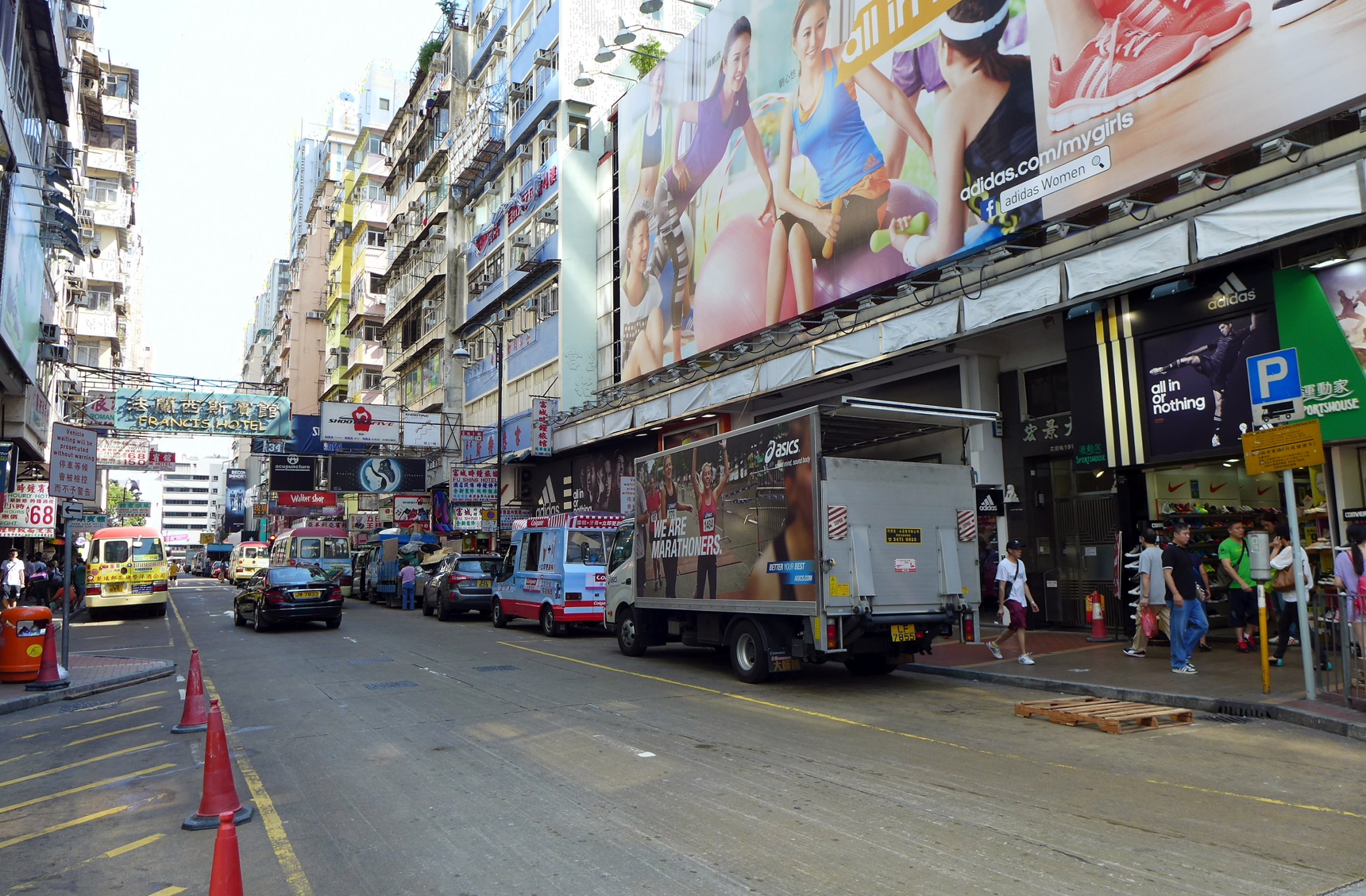
波鞋街運動用品店舖林立

波鞋街（英語：Sneakers Street）是香港九龍油尖旺區旺角登打士街至亞皆老街之一段花園街的俗稱，是處旅遊景點及購物熱門地點。整段波鞋街長約150米，有逾50間售賣運動鞋和運動用品的店舖。波鞋街的商鋪自1980年代開始，因為香港掀起了運動服裝熱潮而開始發展，逐漸形成了今日的一處特色購物區域。

## 名稱來源
因為香港人將英文的球⚽️（ball） 字音譯為粵語的波字，故此球鞋在香港被稱為「波鞋」。而由於此路段的店舖都是以售賣球鞋為主導，波鞋街因而得名。

## 重建項目

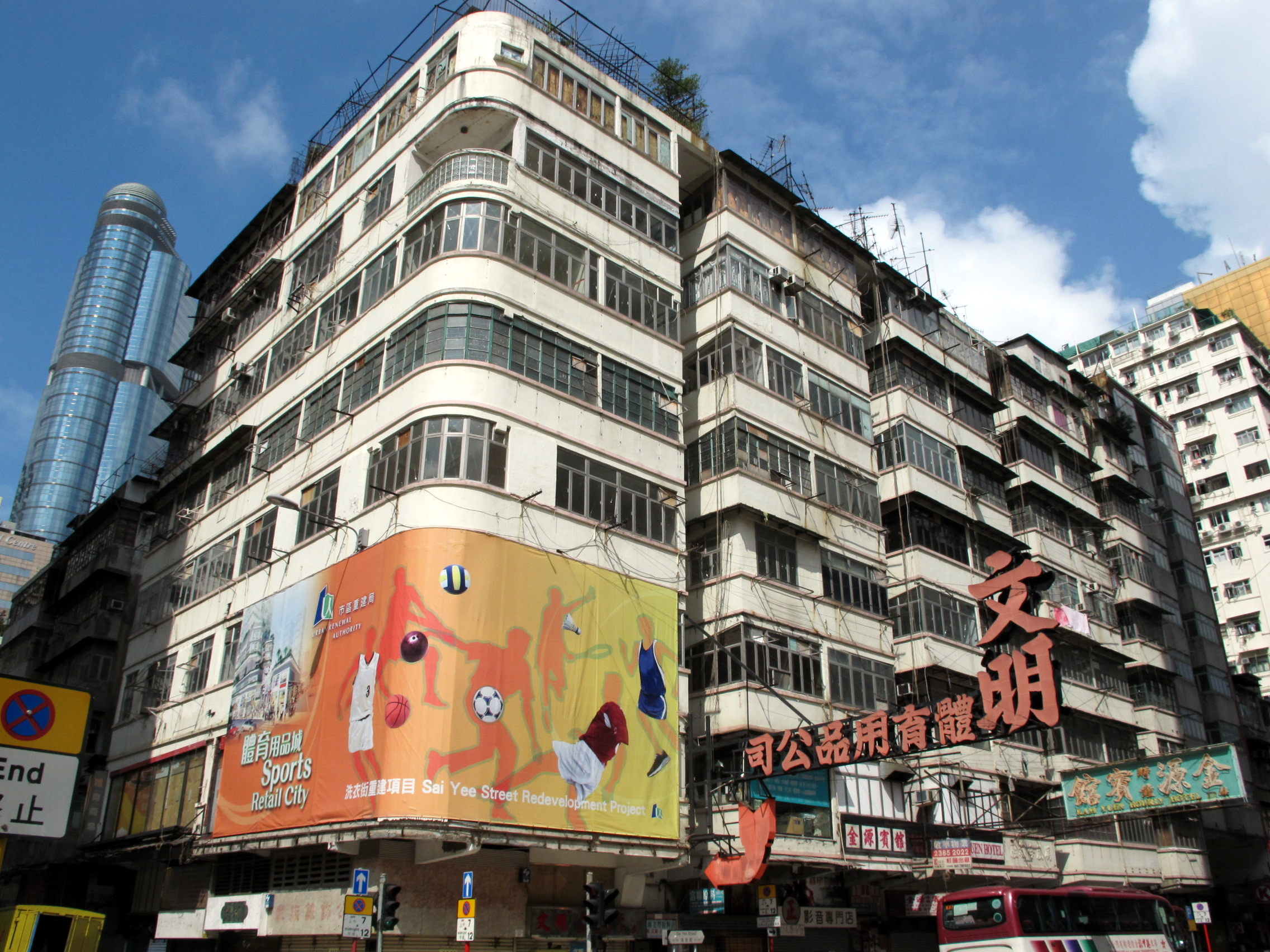
重建前的洗衣街唐樓 (2010年)

### 背景
洗衣街項目地盤總面積約為2,478平方米，位於部份洗衣街、奶路臣街及花園街。項目完成後預計可以提供的總住宅樓宇面積約17,346平方米，興建約290個住宅單位。市區重建局計劃在此項目中提供約一半數目的住宅單位為實用面積46.5平方米或者以下（即約500平方呎）的單位。另外，項目預計提供約4,956 平方米的多層商業樓面；毗連花園街及奶路臣街的地下商舖將會指定為運動主題的店舖，藉以保存和強化體育店舖的地區特色。

### 提議
1998年1月，當時負責市區重建事務的土地發展公司倡議重建旺角洗衣街、奶路臣街及花園街交界範圍，當中涉及亞皆老街至奶路臣街的一段波鞋街。雖然住戶普遍支持重建，但是商戶則強烈地反對重建，認為復修已經足夠，故此重建計劃一直未有啟動。

### 落實
2007年3月10日，市區重建局落實這項重建計劃，共涉及14幢樓宇及175個業權，當中包括波鞋街的其中16間店鋪。由於香港經濟好轉，預料需要付出的收購格價逾10億港元，導致整項重建計劃賠本約9億港元。市區重建局提出了兩個發展方案，其中一個是商業及住宅兩用，另一個則作為純商業發展，商場之上可能發展寫字樓或酒店等商業用途。兩個方案均會興建一座面積約3萬平方呎，樓高3層的「運動城」商場，專門售賣運動鞋和運動用品，並且建議保留街道店鋪的傳統設計。然而，重建計劃遭到很多商戶及一些區議員反對，前者擔心影響其利益，後者則憂慮會令到旺角失去一處旅遊點。商戶亦希望重建完成後，能夠以舖換舖的方式作為賠償，及讓現有商戶優先選舖。同年12月21日，市區重建局正式宣佈啟動洗衣街重建項目，總成本為31億4千萬港元。

### 收回土地
2011年2月18日，地政總署宣佈根據《收回土地條例》，收回洗衣街的私人土地業權，以方便市區重建局進行市區更新計劃。

### 競標
2012年9月12日，由市區重建局推出的旺角洗衣街商業住宅項目正式截標。由於項目的位處地方屬於核心零售區，商業樓面面積大，因而吸引了多達12個企業加入投標，成為2004年以來最多加入投標發展商數量的市區重建局推出項目。項目限制包括：商業樓面將會有一半由市區重建局保留，其餘樓面亦有其發展的首5年內，設立有禁止銷售的時期。市區重建局表示，設立相關的限制，是為了幫助受到重建計劃影響，而需要搬遷的體育零售店舖。發言人又指出，上述店鋪可以優先以市場價值的租金，優先租用項目落成後的新式鋪位繼續經營，並且重申，設立下種種限制可以保留著名的波鞋街特色及傳統。根據市場消息指出，今次除了於鋪位設下種種限制外，市區重建局更要求在未來售賣樓宇的收入達到23億8千萬港元（折合每方呎1萬2千7百多港元）以上，就需要按比例分紅予市區重建局，其後首1億港元需要分紅兩成，1億至2億港元則分紅3成，2億至3億港元則分紅4成，3億或者以上則分紅5成。此外，市區重建局亦限制項目將提供一半單位為實用面積不可以大於5百方呎的小型單位。

### 新世界發展投得

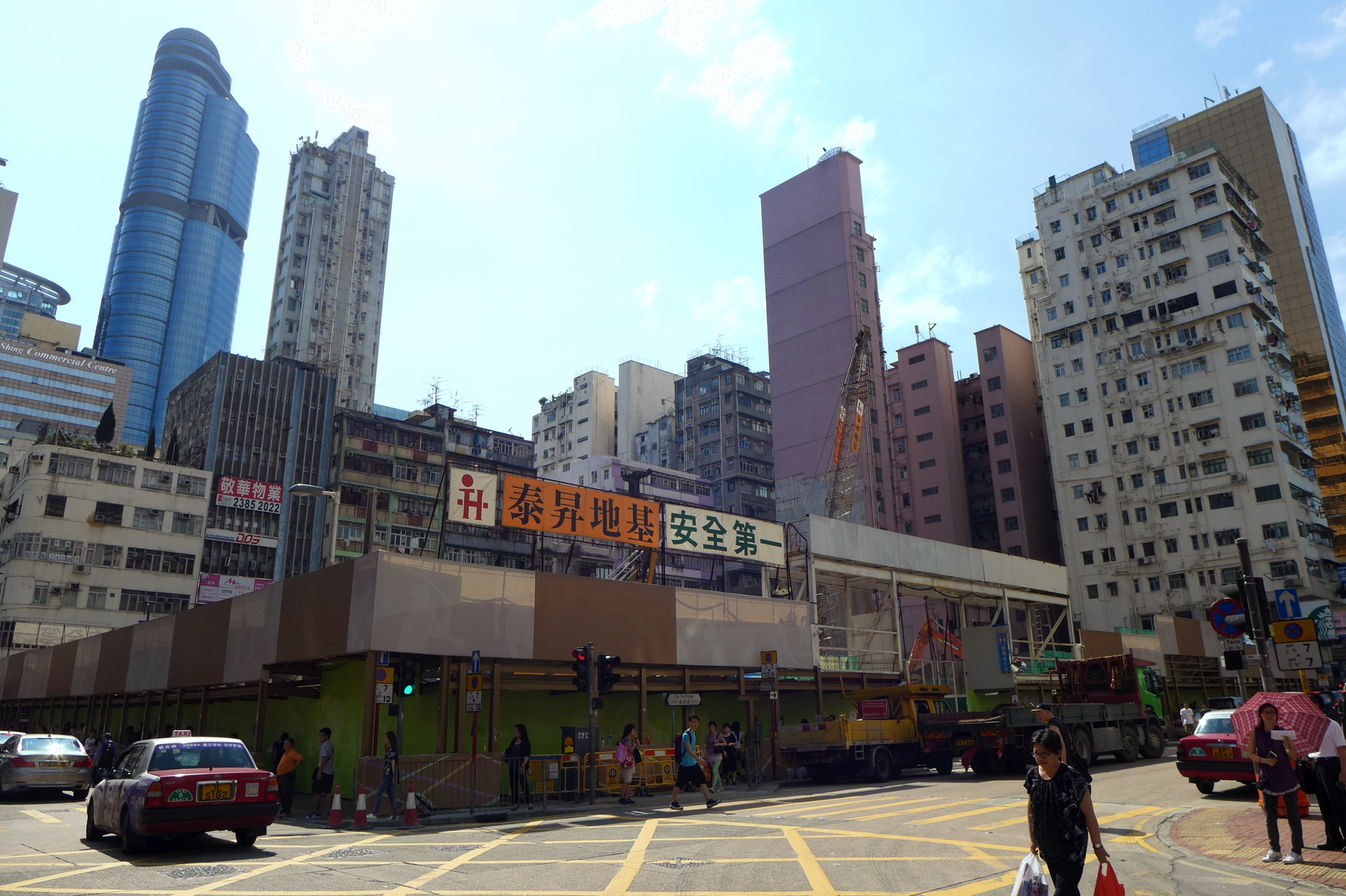
洗衣街SKYPARK地盤 (2014年5月)

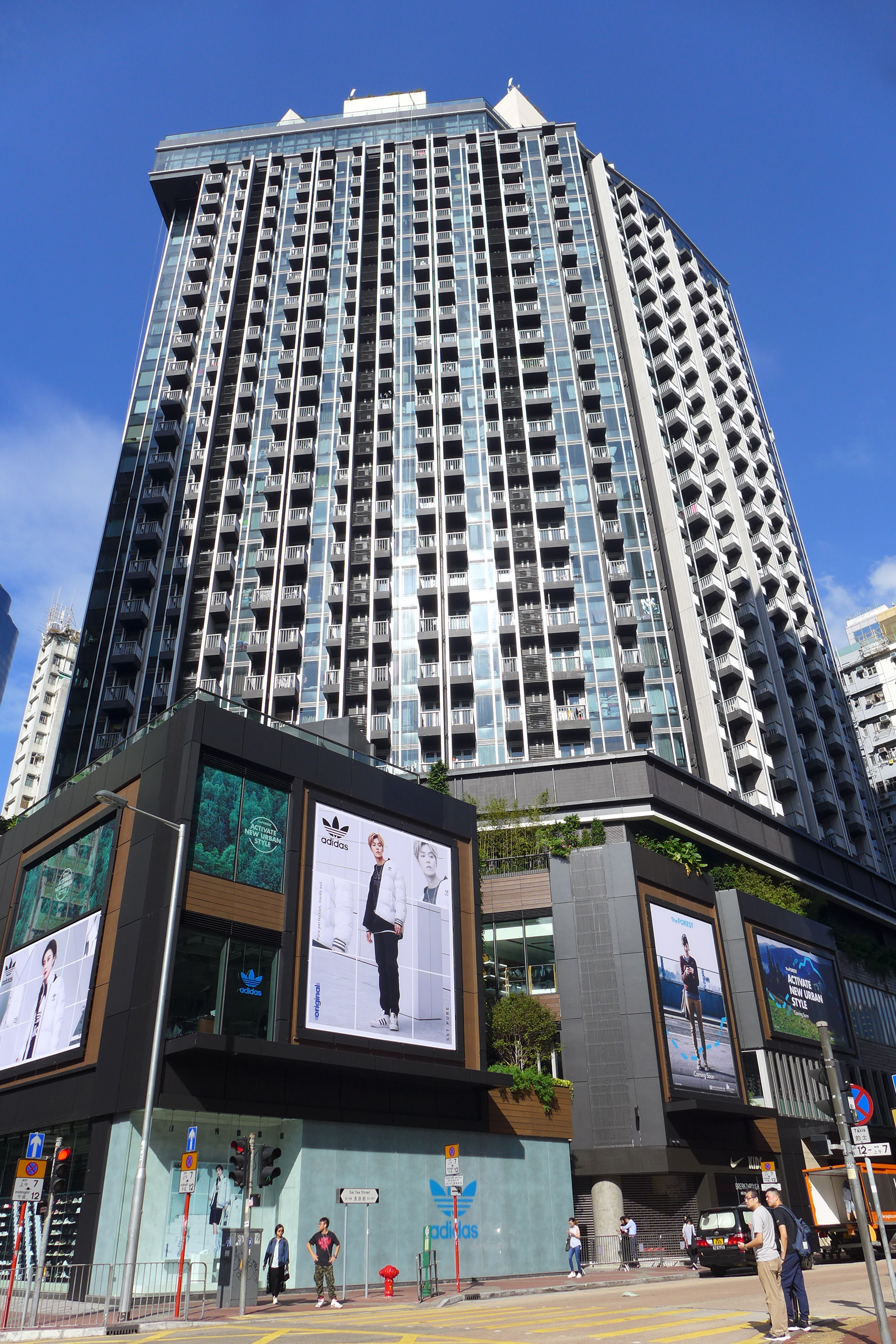
SKYPARK (2017年11月)

2012年9月24日，市區重建局宣布經過公開招標競投後，在12份標書中，選出新世界發展有限公司的全資附屬公司──上燦有限公司，與之合作發展位於旺角區洗衣街的重建項目。市區重建局又表示，財團所列開出的條件可以為到市區重建局帶來最佳的利益。新世界發展發言人表示，項目位於旺角黃金地段，屬於國際知名的波鞋街，故此具有高度的品牌效應。發言人又指出，項目是集團繼承位於尖沙嘴的名鑄項目後，再次與市區重建局一起合作發展的商業及住宅項目，希望能夠將此項目打造成為旺角的新地標。項目最終於2017年落成。
有媒體評論指出，重建後的住宅和商場物業與重建前的波鞋街項目大相逕庭，零售及文娛康樂、住宅樓面面積、空中花園設計等與原計劃有出入。
|                | 原計劃 | 重建後                                                                                               |
| -------------- | --- | --- |
| 公共空間       | 8,175平方米的零售及文娛康樂樓面，商場共5層。商場3樓設有對公眾開放空中花園 13,935平方米的住宅樓面，提供約290個單位        | 4,955平方米的商業樓面，商場共3層。不設對公眾開放的空中花園 17,346平方米的住宅樓面，提供439個住宅單位 |
| 商舖及特色設施 | 於商場高層設立全港首個「體育名人館」，陳列與香港頂尖運動員相關的展品、歷史物品和紀念品等以向他們表達敬意和表彰他們的成就 | 未設有體育名人館，但設三層商舖                                                                       |
| 空中花園       | 在5層高商場的3樓設置對公眾開放的空中花園，於當年屬全港未曾嘗試過的新概念，在旺角鬧市中營造一個綠洲。                     | 未設有空中花園；在大樓頂層設有住戶專屬的7,200平方呎面積天台花園。                                    |

## 軼事
根據行內人士表示，波鞋街的商鋪由五大經營者以連鎖店方式經營，其中允記體育用品公司就擁有逾10間店舖。在寡頭壟斷下，該處出售的體育用品變相劃一為零售價格。

## 交通
| 交通路線列表                                                           |
| ---------------------------------------------------------------------- |
| 港鐵 - █ 觀塘綫、 █ 荃灣綫：旺角站E2出入口 - █ 東鐵綫：旺角東站B出入口 |

## 相關參見
- 女人街
- 金魚街
- 雀仔街
- 花墟道

## 外部連結
- 旺角洗衣街發展項目 （页面存档备份，存于）
- 波鞋街落實清拆重建 市建局料蝕9億 倡建3萬呎運動城商場 （页面存档备份，存于），明報，2007年3月11日
- 波鞋街重建 盼保留街鋪，星島日報，2007年3月11日
- 市建局在旺角開拓運動城區 （页面存档备份，存于），市建局新聞稿，2007年12月21日